# Gaston Variot
Gaston Félix Joseph Variot, né le 2 juin 1855 à Demigny et mort le 17 février 1930 à Paris, est un médecin français des Hôpitaux de Paris.

## Biographie
Fils de Joseph Variot, directeur de l'école communale de Verdun-sur-le-Doubs, et de Claudine Genelot, Gaston Variot étudie à Paris au Lycée Louis-le-Grand, devient médecin pédiatre, précurseur de la puériculture, et fonde en 1892 un hôpital-dispensaire à Belleville, qui deviendra deux ans plus tard la Goutte de lait. Il prendra sa retraite en 1920.
Archéologue et historien, il fut membre de la Société préhistorique française de 1907 à 1930, pour laquelle il pratiqua des fouilles archéologiques au Camp préhistorique de Chassey-le-Camp (il étudia aussi les dolmens régionaux...).
Il fut directeur et rédacteur de La Clinique infantile.
Il repose au cimetière de Santenay (Côte-d'Or).

## Publications
- L'Hygiène infantile, allaitement maternel et artificiel, sevrage
- Instructions aux mères pour allaiter et nourrir leurs enfants
- Erreurs à éviter dans l'alimentation infantile. Les divers laits qui conviennent aux nourrissons
- Traité pratique des maladies des enfants (1895)
- La puériculture pratique (1920)
- Traité d’hygiène infantile (1920)
- Comment sauvegarder les bébés. Enseignement de l'hygiène infantile donné à l'Institut de puériculture et à la Goutte de lait de Belleville (1922)
- Les laits condensés et leur utilisation dans l'alimentation humaine (1922)
- La croissance chez le nourrisson (1925)

## Hommages
- Un square du Docteur-Variot lui rend hommage dans le 20e arrondissement de Paris.
- Une maison de quartier située à Savigny-le-Temple porte le nom du médecin.
- Une crèche Gaston Variot se trouve à Chevilly-Larue.